# Titschackia andinum
Titschackia andinum är en mångfotingart som beskrevs av Karl Wilhelm Verhoeff 1941. Titschackia andinum ingår i släktet Titschackia och familjen orangeridubbelfotingar. Inga underarter finns listade i Catalogue of Life.